# La Mòmia (Montserrat)

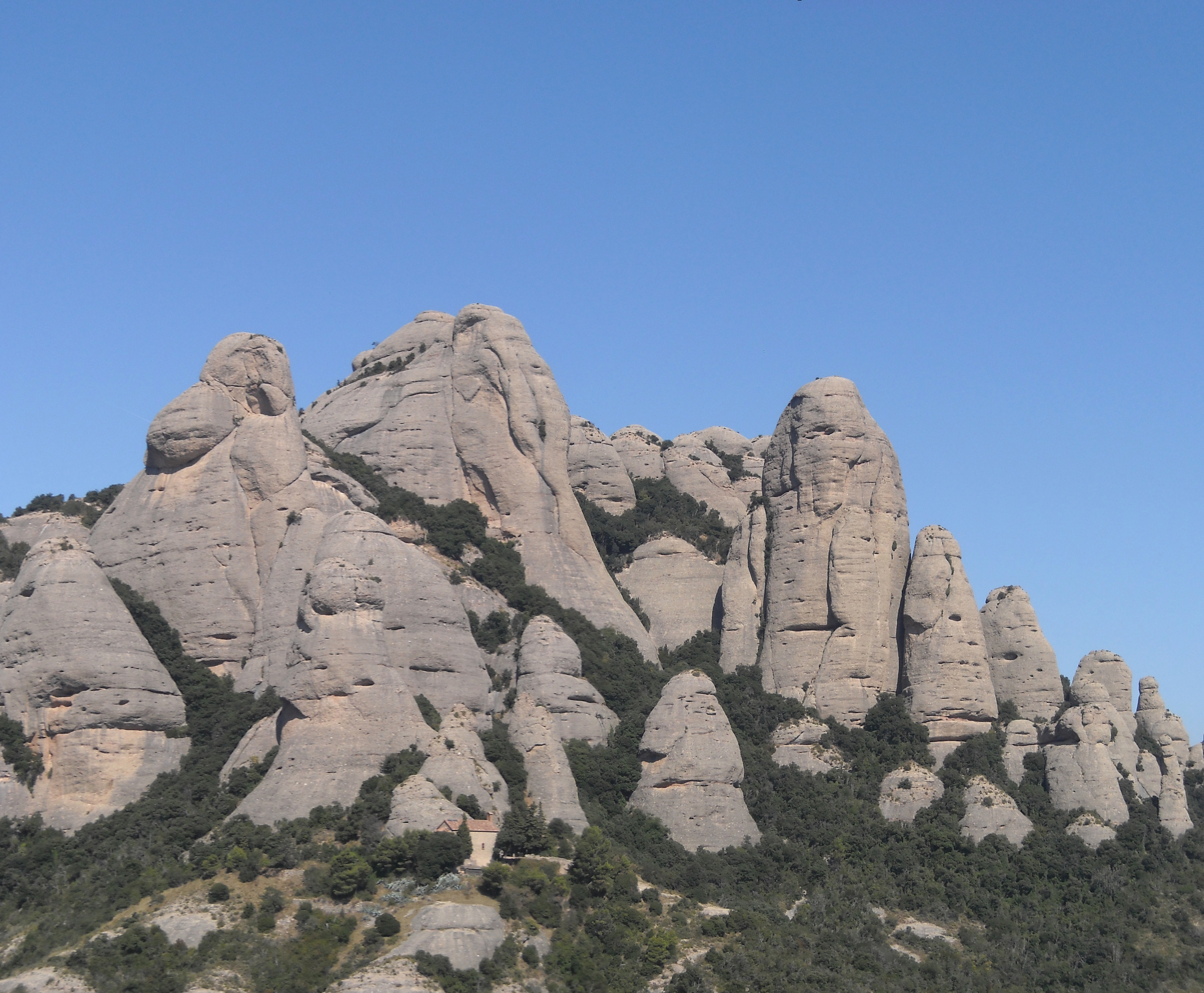
D'esquerra a dreta, les agulles de La Prenyada, L'Elefant i La Mòmia

La Mòmia es troba a Montserrat (Catalunya), la qual és una agulla amb una figura antropomòrfica que apareix sobre el Monestir de Montserrat, al vessant oriental del massís.

## Descripció
Els agents erosius n'han esculpit el bastó i la fesomia inconfusible del sarcòfag. El cim, guardat per imponents parets verticals, només es pot assolir escalant. De fet, aquesta agulla ocupa un lloc prominent en la història de l'escalada montserratina, ja que fou testimoni de primeres ascensions èpiques i de tall futurista en la seua època. Entre aquestes, destaquen dues vies mítiques: la clàssica Haus Estrems (Casasayas -Haus- i Estrem, 1946) i l'esportiva Brown Sugar (Millet, 1982), totes dues amb dificultats sostingudes de sisè grau. Encara que no escalem, paga la pena arribar al peu de La Mòmia, ja que, al seu voltant, s'apleguen els indrets amb més encant de la regió de Tebaida, incloent-hi les agulles de La Prenyada i L'Elefant, i les ermites de Sant Dimes, Sant Benet i Sant Salvador. El perfil característic de La Mòmia es pot apreciar amb claredat des del Pla de la Trinitat. Aquest pla és un dels millors llocs de Montserrat per a observar l'eixida del Sol, que esdevé un espectacle grandiós quan la boira embolcalla el Pla de Bages i les serres que envolten el riu Llobregat.

## Accés
Cal deixar el vehicle al Monestir de Montserrat i pujar fins a la Plaça de Santa Anna. Arribats a la plaça, hem d'agafar la sendera que surt a la dreta en direcció est cap al refugi de Sant Benet (senyalitzat). Passem a la vora de la Miranda dels Ermitans, on podem aturar-nos per a gaudir d'una bona vista aèria del monestir. Travessem un portal característic i seguim caminant pel Camí dels Totxos, ignorant els corriols que es desvien a l'esquerra vers Sant Benet. Després d'uns 400 metres, arribem a un gran pla al peu de les agulles de Tebaida, des d'on podrem contemplar La Mòmia. Si seguim avançant pel mateix camí, arribarem al Pla de la Trinitat, el qual connecta amb el Camí de l'Arrel. A partir d'ací, tenim l'opció de completar l'itinerari amb una escapada singular: a la cruïlla senyalitzada del Pla de la Trinitat, agafem el camí de l'esquerra, que porta a l'ermita del mateix nom. Passada l'ermita, ens trobarem en un frondós alzinar, on hem d'agafar el primer trencall a la dreta. Un corriol que passa per la falda sud de La Mòmia ens portarà per un fort pendent fins al vertiginós Coll de l'Escletxa (es tracta d'un pas molt estret entre les agulles de L'Elefant i Els Flautats).